# فینتری
فینتری (به انگلیسی: Fintry) یک روستا در بریتانیا است که در استیرلینگ واقع شده‌است. فینتری ۷۱۷ نفر جمعیت دارد.